# The Best Man (1964)
The Best Man  (bra Vassalos da Ambição) é um filme estadunidense de 1964, em preto e branco, do gênero drama, dirigido por Franklin J. Schaffner, roteirizado por Gore Vidal baseado na peça de sua autoria, música de Mort Lindsey.

## Sinopse
Dois candidatos em uma convenção de partido que escolherá o candidato à presidência estabelecem uma luta suja em que são levantadas acusações de homossexualidade e corrupção.[carece de fontes?]

## Elenco
- Henry Fonda ....... William Russell
- Cliff Robertson ....... Joe Cantwell
- Edie Adams ....... Mabel Cantwell
- Margaret Leighton ....... Alice Russell
- Shelley Berman ....... Sheldon Bascomb
- Lee Tracy ....... Presidente Art Hockstader
- Ann Sothern ....... Sue Ellen Gamadge
- Gene Raymond ....... Don Cantwell
- Kevin McCarthy ....... Dick Jensen
- Howard K. Smith .......  Howard K. Smith
- John Henry Faulk ....... Governador T.T. Claypoole
- Richard Arlen ....... Senador Oscar Anderson